# Encyclia expansa
Encyclia expansa är en orkidéart som först beskrevs av Heinrich Gustav Reichenbach, och fick sitt nu gällande namn av Pedro Ortiz Valdivieso. Encyclia expansa ingår i släktet Encyclia och familjen orkidéer. Inga underarter finns listade i Catalogue of Life.